# Creighton (Nebraska)
Creighton is een plaats (city) in de Amerikaanse staat Nebraska, en valt bestuurlijk gezien onder Knox County.

## Demografie
Bij de volkstelling in 2000 werd het aantal inwoners vastgesteld op 1270. In 2006 is het aantal inwoners door het United States Census Bureau geschat op 1166, een daling van 104 (-8,2%).

## Geografie
Volgens het United States Census Bureau beslaat de plaats een oppervlakte van 3,0 km², geheel bestaande uit land. Creighton ligt op ongeveer 500 m boven zeeniveau.

## Plaatsen in de nabije omgeving
De onderstaande figuur toont nabijgelegen plaatsen in een straal van 16 km rond Creighton.